# 韓国語能力試験
韓国語能力試験（かんこくごのうりょくしけん、朝: 한국어능력시험、英:Test of Proficiency in Korean、TOPIK）は大韓民国政府の教育部と国立国際教育院（NIIED）が主催、認定する韓国語を母語としない人や在外韓国人を対象とした韓国語の語学検定試験である。最上級の6級から最下級の1級まで6つの等級に分けられる。

## 概要
2023年現在世界97ヵ国で実施。韓国国内では年6回、日本では年3回または4回（4月・7月・10月に加え年によっては11月も）行われる。主催は大韓民国教育部と国立国際教育院で、日本では駐日本国大韓民国大使館が主管し、公益財団法人韓国教育財団が運営している。
韓国語を母語としない外国人（日本人を含む）や在外韓国人を対象に、「韓国語学習方法の提示及び韓国語の普及拡大」および「韓国語の使用能力を測定・評価し、その結果を韓国内の大学への留学及び就職などに活用」することを目的に世界各国で行われている。
2024年の受験者数は6回合計でのべ約37万人で、日本での受験者数は過去最多ののべ約3万5千人。
試験は初級であるTOPIKⅠ（1・2級）と、中・上級であるTOPIKⅡ（3級 - 6級）の2種類があり、得点によって等級（数字が大きいほど高い等級）が判定され、どの等級の合格点にも満たない場合は不合格となる。
試験内容は、マークシート方式の「聞取り」「読解」に加え、TOPIKⅡのみ記述式問題の作文を含む「筆記」が行われる。問題は問題文含め全て韓国語で書かれている。解答の際は試験時配布されるペンを使用し、訂正は持参の修正テープを使用する。記述式問題のみ二重線による訂正も可能である。解答用紙の交換も可能ではあるが、その場合試験時間内にマークし直さなければならない。また、問題冊子を持ち帰ることはできない。
なお、KBSが主催するKBS韓国語能力試験は韓国人向けの試験であり別の試験である。
2025年から、香港大学の入学試験の第２外国語領域の選択科目に韓国語が追加される。韓国語能力試験の成績の点数が大学受験に活用される。韓国語を大学入学の試験科目として採択した国は、9ヵ国（日本、中国香港、ベトナム、タイ、スリランカ、ウズベキスタン、フランス、オーストラリア、ニュージーランド）がある。

## 沿革
- 1997年 - 韓国学術振興財団によって年1回の試験として第1回を実施。
- 1999年 - 主管機関が韓国教育課程評価院に移る。
- 2005年 - 英文の名称を「KPT（Korean Proficiency Test）」より現在の「TOPIK」に変更。
- 2006年 - 改編。それまで1級から6級まで各級別に行っていた試験を、初級（1級・2級）・中級（3級・4級）・高級（5級・6級）に分け、点数によって等級の判定を行う方法に変更する。「筆記」で新たに自由作文問題が登場。「語彙・文法」・「聞取り」・「読解」で出題されていた記述式問題を廃止。
- 2007年 - 試験が年2回になる（日本では2008年から）。
- 2009年 - 実務韓国語能力試験（B-TOPIK）が新たに実施され、従来の試験は一般韓国語能力試験（S-TOPIK）として実施される。
- 2010年 - 韓国国内のみ試験が年4回になる。
- 2011年 - 主管が国立国際教育院に移る。B-TOPIKを廃止しS-TOPIKのみの実施に戻る。
- 2014年
  - 韓国国内のみ試験が年5回になる。
  - 7月20日実施分から改編。試験をそれまでの初・中・高級からTOPIKⅠ（1級・2級）とTOPIKⅡ（3級～6級）に区切り直す。試験領域をそれまでの「語彙・文法」・「筆記」・「聞取り」・「読解」の4領域から、TOPIKⅠでは「聞取り」・「読解」の2領域、TOPIKⅡでは「聞取り」・「筆記」・「読解」の3領域に変更し、問題数を変更。よって、1級・2級では記述式問題を廃止し、全て四択となる。
- 2015年 - 韓国国内のみ試験が年6回になる。
- 2017年 - 日本の試験が年3回になる。
- 2023年、2025年 - この年のみ日本の試験が年4回になる。

## 受験級と評価基準
| 試験水準 | 等級 | 評価基準 |
| -------- | ---- | --- |
| TOPIKⅠ   | 1級  | - 「自己紹介・物を購入する・食べ物を注文する」など、生活に必要な基礎的な言語技能を遂行することができ、「自分自身・家族・趣味・天気」などたいへん私的で身近な話題に関連した内容を理解し表現することができる。 - 約800個の基礎語彙と基本文法に関する理解を基に簡単な文章を生成することができる。 - 簡単な生活文と実用文を理解し構成することができる。                                                  |
| TOPIKⅠ   | 2級  | - 「電話する、頼みごとをする」などの日常生活に必要な技能と「郵便局、銀行」などの公共施設の利用に必要な技能を遂行することができる。 - 約1,500 - 2,000個の語彙を利用して私的で身近な話題に関して段落単位で理解し使用することができる。 - 公式的な状況と非公式的な状況での言語を区分して使用することができる。                                                                                          |
| TOPIKⅡ   | 3級  | - 日常生活を営むことに特に困難を感じず、多様な公共施設の利用と社会的関係維持に必要な基礎的な言語技能を遂行することができる。 - 身近で具体的な題材は勿論、自身に身近な社会的題材を段落単位で表現し理解することができる。 - 文語と口語の基本的な特性を区分して理解し使用することができる。 |
| TOPIKⅡ   | 4級  | - 公共施設の利用と社会的関係維持に必要な言語技能を遂行することができ、一般的な業務遂行に必要な技能をある程度遂行することができる。 - 「ニュース・新聞記事」の内、平易な内容を理解することができる。一般的・社会的・抽象的な題材を比較的正確に流暢に理解し使用することができる。 - よく使用される慣用的な表現と代表的な韓国文化に関する理解を基にして社会・文化的な内容を理解し使用することができる。 |
| TOPIKⅡ   | 5級  | - 専門分野での研究や業務遂行に必要な言語技能をある程度遂行することができる。 - 「政治・経済・社会・文化」全般にわたって身近でない題材に関しても理解し使用することができる。 - 公式的・非公式的な脈絡と口語的・文語的な脈絡に従って言語を適切に区分し使用することができる。 |
| TOPIKⅡ   | 6級  | - 専門分野での研究や業務遂行に必要な言語技能を比較的正確に流暢に遂行することができる。 - 「政治・経済・社会・文化」全般にわたって身近でない主題に関しても利用し使用することができる。ネイティブ話者の水準には満たないが技能遂行や意思表現に困難を感じない。 |

## 試験内容

### 試験領域・時間・配点
| 試験水準 | 時限    | 領域           | 時間  | 形式   | 問題数 | 配点  |
| -------- | ------- | -------------- | ----- | ------ | ------ | ----- |
| TOPIKⅠ   | 1時間目 | 聞取り（듣기） | 40分  | 四択   | 30問   | 100点 |
| TOPIKⅠ   | 1時間目 | 読解（읽기）   | 60分  | 四択   | 40問   | 100点 |
| TOPIKⅠ   | 合計    | 合計           | 100分 |        | 70問   | 200点 |
| 試験水準 | 時限    | 領域           | 時間  | 形式   | 問題数 | 配点  |
| TOPIKⅡ   | 1時間目 | 聞取り（듣기） | 60分  | 四択   | 50問   | 100点 |
| TOPIKⅡ   | 1時間目 | 筆記（쓰기）   | 50分  | 記述式 | 4問    | 100点 |
| TOPIKⅡ   | 2時間目 | 読解（읽기）   | 70分  | 四択   | 50問   | 100点 |
| TOPIKⅡ   | 合計    | 合計           | 180分 |        | 104問  | 300点 |

日本語訳の出典 : 韓国教育財団
TOPIKⅡのみで課される筆記（記述式）の内訳は、文章中の空欄に文脈に合う文の挿入2問、資料等の説明1問（中級レベル・200字 - 300字程度）・論述1問（上級レベル・600 - 700字程度）である。

### 合格基準
全領域の合計点で等級を決定する。どの級の合格点にも満たない場合は不合格。
| 試験水準 | 配点  | 等級 | 合格点    |
| -------- | ----- | ---- | --------- |
| TOPIKⅠ   | 200点 | 1級  | 80点以上  |
| TOPIKⅠ   | 200点 | 2級  | 140点以上 |
| TOPIKⅡ   | 300点 | 3級  | 120点以上 |
| TOPIKⅡ   | 300点 | 4級  | 150点以上 |
| TOPIKⅡ   | 300点 | 5級  | 190点以上 |
| TOPIKⅡ   | 300点 | 6級  | 230点以上 |

## 試験結果
試験結果は、海外実施回は試験の約1か月 - 1か月半後から、韓国のみ又は一部の海外を含め実施回は試験の約2 - 3週間後から、韓国公式サイトの成績確認ページ上で照合できる。
成績証明書の有効期間は発行日から2年間である。ただし、2011年までに発行された成績証明書は2013年12月31日が有効期限となる。